# 徳島県道140号大利辻線
徳島県道140号大利辻線（とくしまけんどう140ごう おおりつじせん）は、徳島県三好市を通る一般県道である。

## 概要
大部分が1車線で、黒沢湿原を抜ける区間に自動車通行不能区間・ダート道がある。

### 路線データ
- 起点：三好市池田町大利大西（徳島県道32号山城東祖谷山線交点）
- 終点：三好市井川町辻（国道192号交点）
- 総延長：29,587 m[注釈 1][1]
- 実延長：25,217 m[1]
- 重用区間：4,370 m[1]

## 歴史
- 1959年（昭和34年）1月31日 - それまでの徳島県道石ノ内辻線を変更、徳島県道22号大利辻線として認定
- 1972年（昭和47年）3月10日 - 現在の徳島県道140号大利辻線として再認定

## 路線状況

### 道路施設

#### トンネル
- 井川トンネル：延長535 m、2006年（平成18年）竣工、三好市

## 地理

### 通過する自治体
- 徳島県
  - 三好市

### 交差する道路
| 交差する道路                                                    | 交差する場所   | 交差する場所 |
| --------------------------------------------------------------- | -------------- | ------------ |
| 徳島県道32号山城東祖谷山線 徳島県道270号一宇祖谷口停車場線 重複 | 池田町大利大西 | 起点         |
| 徳島県道149号腕山宮石線                                         | 池田町松尾黒川 |              |
| 徳島県道269号三縄停車場黒沢線                                   | 池田町漆川坊岡 |              |
| 徳島県道265号腕山花ノ内線                                       | 井川町井内西   |              |
| 国道192号                                                       | 井川町辻       | 終点         |

### 沿線
- 黒沢湿原
- 三好市井内連絡所
- 三好市井川総合支所

## ギャラリー

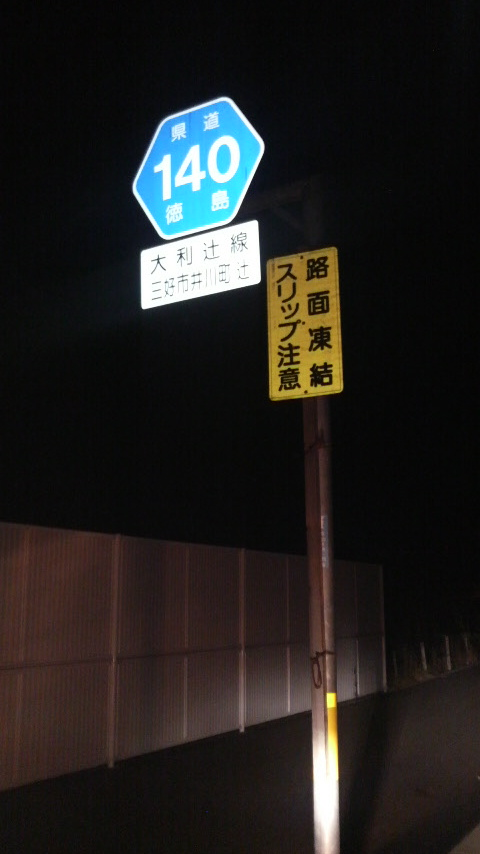
県道標識 三好市井川町辻